# Привітне (Кам'янець-Подільський район)

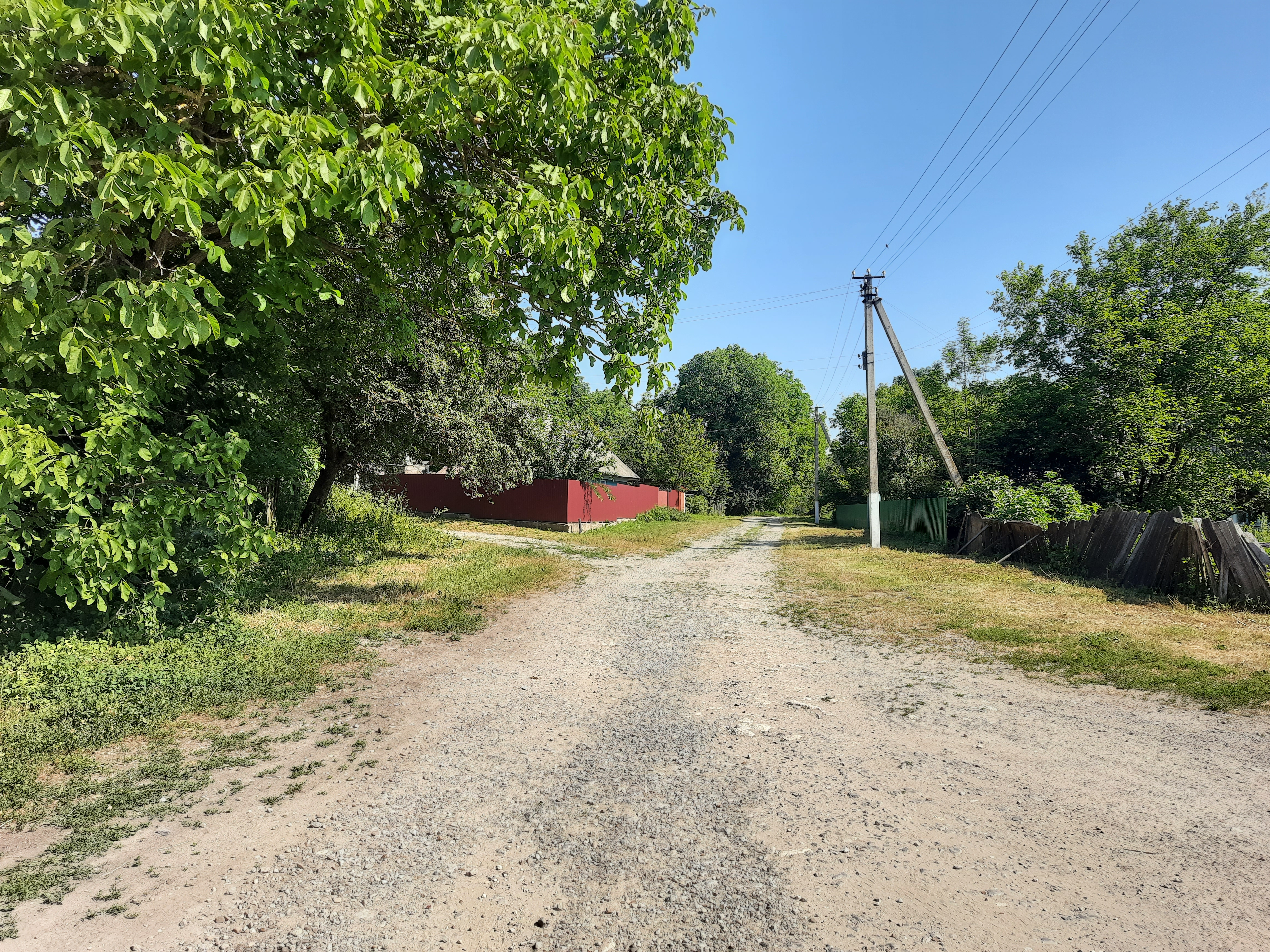
Сільська вулиця

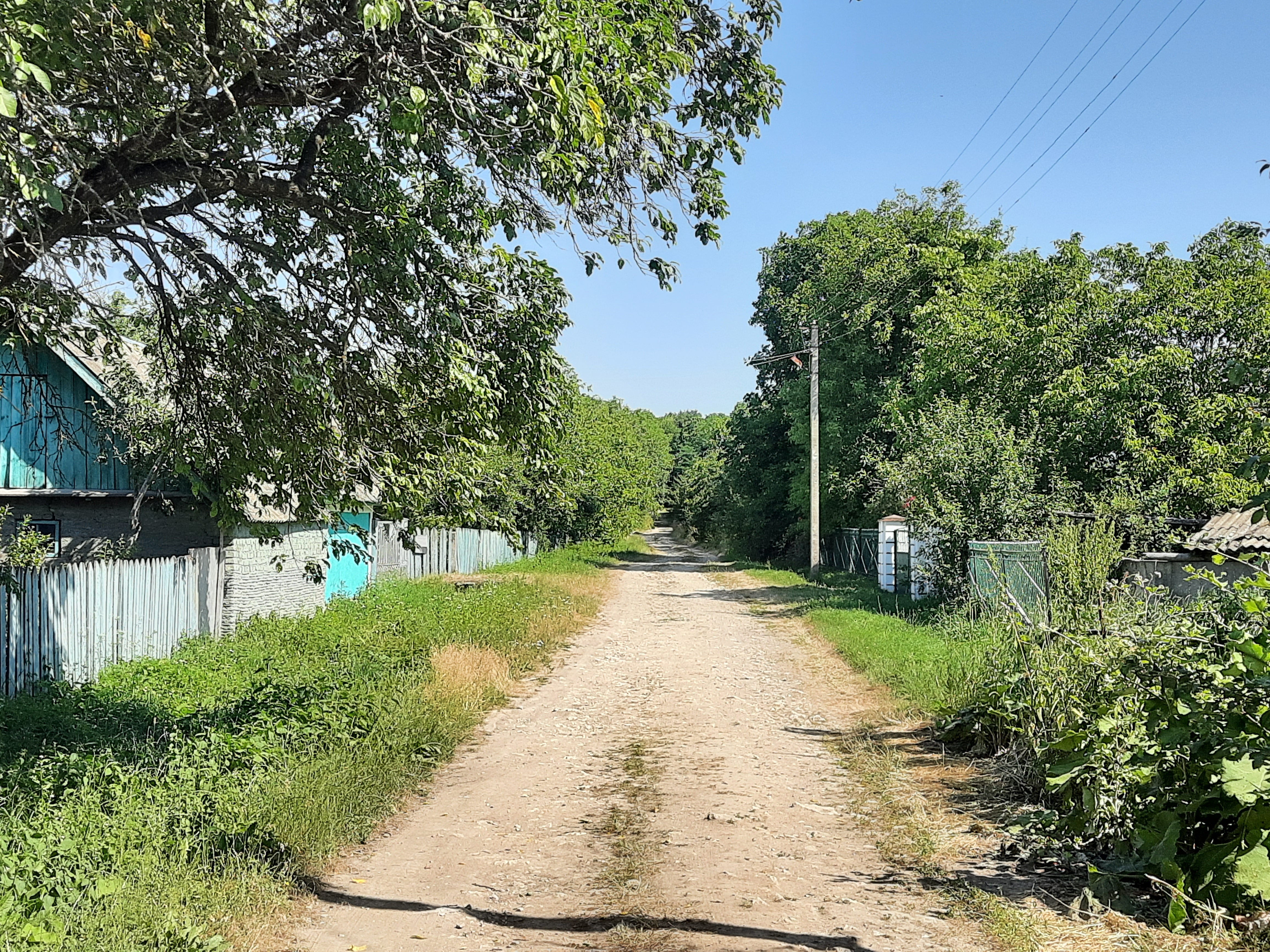
Сільська вулиця

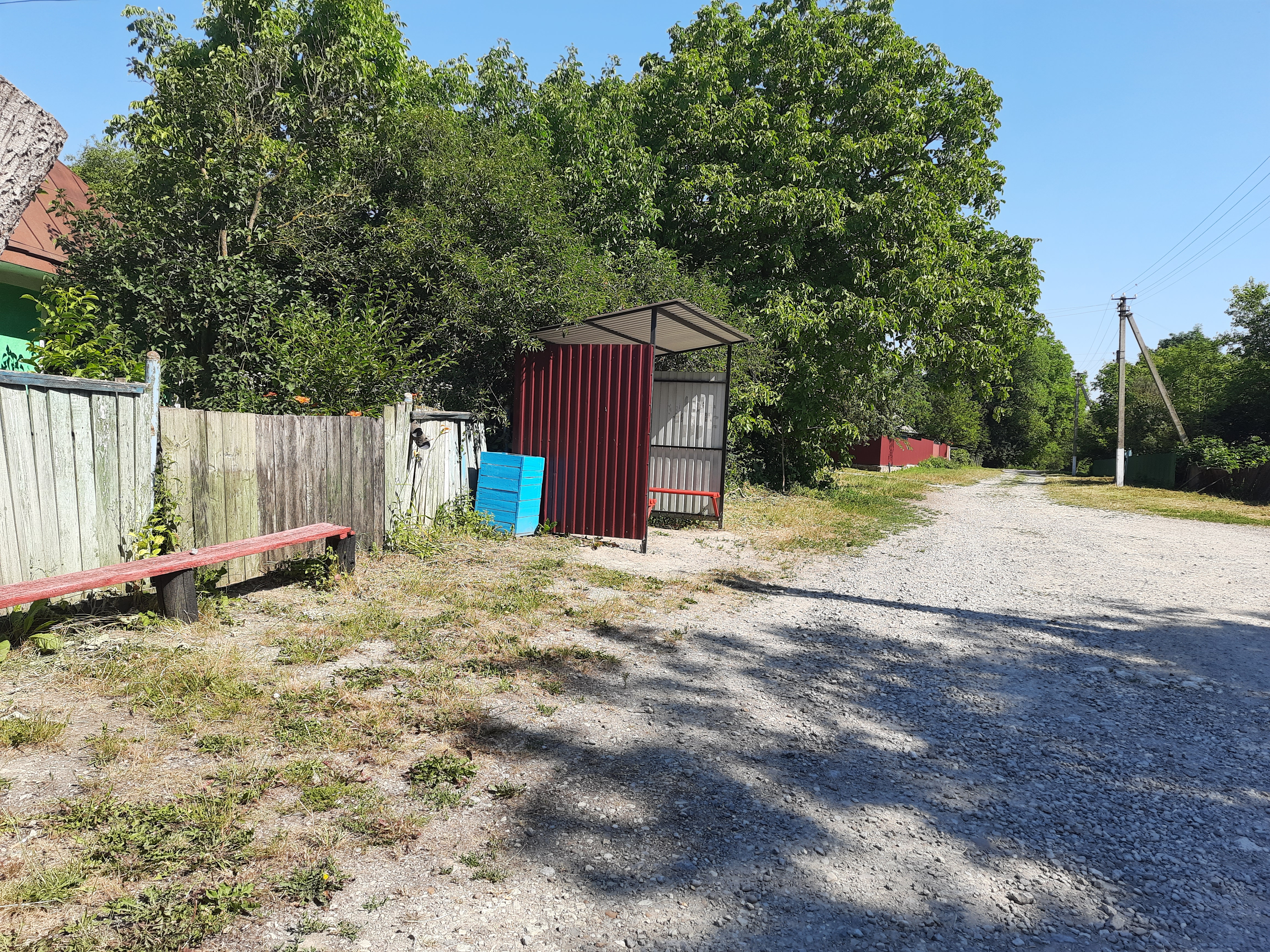
Автобусна зупинка

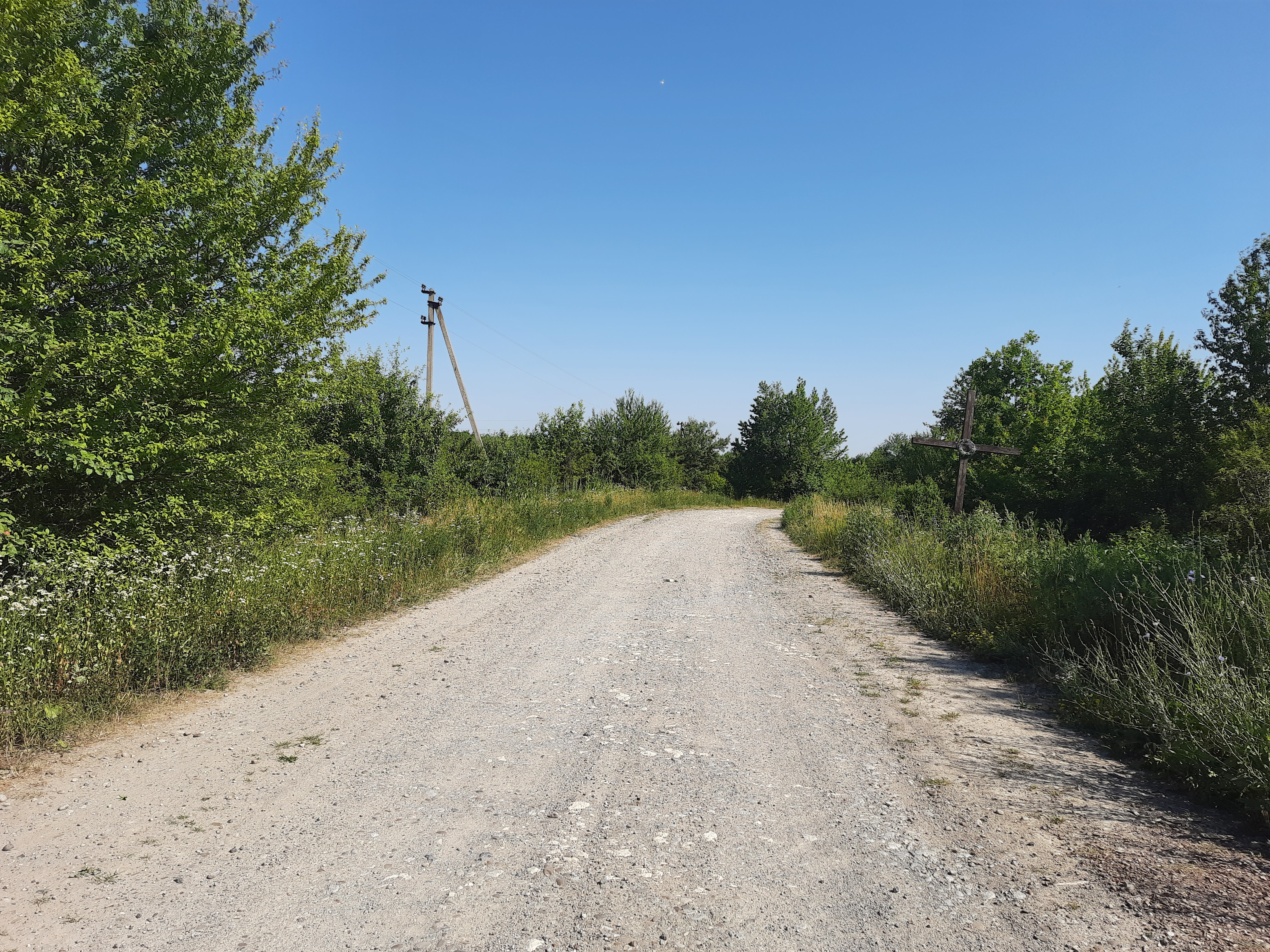
Околиця села

Приві́тне  (до 1966 року — Погоріла)— село в Україні, у Китайгородській сільській територіальній громаді Кам'янець-Подільського району Хмельницької області.

## Назва
Історична назва села походить від місцевості «Погоріла Буда» або «Погоріла», яка в свою чергу, за переказами, отримала від лісової сторожки, яка згоріла.

## Географія
Привітне розштовхне в південній частині Кам'янець-Подільського району на подільській височині, за 28 кілометрів автодорогами від міста Кам'янець-Подільський. Село розміщене в межах смуги простягання Товтрового кряжу. Поруч знаходиться Гайдамацький яр – провалля, у якому протікає струмок, що впадає у річку Студениця.

### Клімат
Привітне знаходяться в межах вологого континентального клімату із теплим літом, але діяльність людини призводить до поганих змін та глобального потепління. Рівень наповнення річок водою по області становить лише 20 % від необхідного стандарту. Для покращення ситуації варто було б відновлювати екосистеми та лісові насадження.

## Історія
Поселення засновано на початку ХІХ століття у місці, що мало назву «Погоріла Буда», або «Погоріла» (тут знаходилася лісова сторожка, яка згоріла). У працях Юхима Сіцінського є розповідь про Погорілу, згадка про Пожарницю або Вихватновецький яр, який знаходився в глибокій долині річки Студениця, де були винокурний завод і паперова фабрика поміщика Коцебу. Згадує краєзнавець і про Залісся або Новосілля «Нове селище, утворене недавно селянами, які купили землю у поміщика Юревича. Мешканців тут: православних - 60, римо-католиків - 100».
Селяни були звільнені від кріпосного права в 1861 році. На честь цієї події в багатьох селах Поділля на в'їздах встановлювали пам'ятні фігури, такі збереглись в селах: Нігин, Черче. Ця традиція помаленьку відновлюється, встановлюються статуї Божої Матері чи інші фігури.
В 1905 році поселення належало А.М. Дружбицькій. В ньому нараховувалося 26 дворів та 159 жителів.
Внаслідок поразки визвольних змагань на початку XX століття, село надовго окуповане російсько-більшовицькими загарбниками.
Село Погоріла входило до складу Дерев’янської сільської ради, яка була утворена 1918 року в Китайгородської волості, Ушицького повіту, Подільської губернії. До складу сільської ради входили також села: Дерев’яне, Броварі, Гелетина, Гниляки, Гуцули та Пожарниця. У радянський період в селі поміщицьку землю розподілили між селянами. Але згодом відбулася насильницька колективізація і утворено місцевий сільськогосподарський артіль, який у 1950 році приєднали до колгоспу села Дерев’яне.
В 1932–1933 селяни села пережили сталінський голодомор.
Після завершення Другої світової війни у 1946—1947 роках мешканці села вчергове пережили голод.
9 вересня 1966 року село Погоріла перейменували на Привітне. Наступного року до Привітного приєднали невеличке село Шидлівка.
З 24 серпня 1991 року село входить до складу незалежної України.
13 серпня 2015 року шляхом об'єднання Дерев'янської, Калачковецької, Китайгородської та Колодіївської сільських рад село увійшло до Китайгородської сільської громади. Об'єднання в громаду має створити умови для формування ефективної і відповідальної місцевої влади, яка зможе забезпечити комфортне та безпечне середовище для проживання людей.

## Населення
За переписом населення України 2001 року в селі мешкало 158 осіб.
Згідно перепису 2015 року в селі мешкало 136 особи, населення села скоротилось на 13,92 % порівняно зі 2001 роком.
Станом на 1 січня 2017 року нараховувалось 92 особи.

### Мова
У селі поширені західноподільська говірка та південноподільська говірка, що відносяться до подільського говору, який належить до південно-західного наріччя.
Розподіл населення за рідною мовою за даними перепису 2001 року:
| Мова       | Відсоток |
| ---------- | -------- |
| українська | 98,73 %  |
| російська  | 1,27 %   |

## Охорона природи
Село лежить у межах національного природного парку «Подільські Товтри». Неподалік знаходять урочище Білий (Голий) камінь та Кармалюкова печера.

### Рослинний світ
У структурі корінних лісів досить часто представлені насадження ялини та сосни (самосів останньої досить добре поширюється на необроблюваних землях). Поодиноко трапляється у лісових масивах реліктовий вид – берека. Підлісок представляють глід, кизил, бересклет, ліщина, калина-гордовина. У трав’яному покриві у весняний час масово з’являється ряст та ведмежа цибуля, улітку – барвінок, печіночниця, підмареник, та різні злаково-осокові асоціації. Схил долини річки Студениця вкривають переважно глід, терен, шипшина, алича, дика яблуня. Прируслові ділянки щільно зайняті різними видами верби. На решті території натуральна рослинність суттєво змінена господарською діяльність (розорювання, випас худоби, садівництво тощо).

### Тваринний світ
З хижаків досить часто трапляються лисиця, куниця, тхір, ласка тощо. В останні роки різко зростає кількість особин кабана дикого. Звичною для території є і сарна європейська (козуля). Активно територію заселяють зайці, їжаки, полівки, миші. Надзвичайно багатою за рахунок наявності різних екосистем є орніто-, герпето- та батрахофауна. Ліс, узлісся, сухі луки, заплава, терасові комплекси, річкові схили, сади, оброблювальні землі, населені пункти концентрують у собі близько 150 як звичайних для території так і рідкісних видів птахів, 7 видів – плазунів та 8 видів – земноводних.

## Відомі люди

### Проживали, перебували
- Сорокатий Леонід Олексійович — краєзнавець, художник, член спілки художників-майстрів України. Проживав у селі Привітне, займався бджолярством і сільським господарством.